# 268686 Elenaaprile
268686 Elenaaprile è un asteroide della fascia principale. Scoperto nel 2006, presenta un'orbita caratterizzata da un semiasse maggiore pari a 3,0373198 UA e da un'eccentricità di 0,0497688, inclinata di 10,36962° rispetto all'eclittica.